# Premi de Literatura Eròtica de la Vall d'Albaida
El Premi de Literatura Eròtica de la Vall d'Albaida és un premi literari creat per la mancomunitat de la Vall d'Albaida el 1993 en constatar la mancança de creativitat narrativa en valencià. El Premi de Literatura Eròtica La Vall d'Albaida és l'únic guardó en literatura eròtica convocat per una institució pública en tot Espanya. És una de les principals convocatòries literàries del País Valencià. El premi sol atorgar-se al voltant de la nit de Sant Joan i el termini de presentació d'originals és tancat un mes abans aproximadament.
Es dotat amb un premi en metàl·lic i l'editorial Bromera publica l'obra del guanyador dins de la col·lecció «L' Eclèctica». La XXVa edició, organitzada el 2019 a Alfarrasí va ser guanyat per Josep Penadés per segona vegada. A l'edició de l'any 2023 es va donar un rècord de participació amb un total de 40 originals presentats, coincidint amb l'edició en què es va incrementar la dotació econòmica del guardó en un 50% fins als 6000 €.

## Premiats
- 1993 - Miquel Fanyanàs i Serrallonga per Diari de les revelacions[8]
- 1994 - Josep Maria Morreres per Cinc Lais[9][10][8]
- 1995 - Joaquim G. Caturla per Les quatre edats d’Eros[8]
- 1996 - Ramon Catafau i Vidal per Els dominis del plaer[8]
- 1997 - Joan Olivares per Dies de verema[8]
- 1998 - Josep Enric Gonga i Colomina per Trinquet trincant[11]
- 2000 - Antoni Torreño i Mateu per L'ombra de Hamlet[12]
- 2001 - Vicent Pallarés i Porcar per Evasions efímeres[8]
- 2002 - Josep Maria Morreres per Anàlisi[9][10]
- 2003 - Núria Tió i Rotllan per L'Aurora[8]
- 2004 - Ramon Guillem Alapont per A foc lent[8]
- 2005 - Salvador Macip i Maresma i Sebastià Roig per Mugrons de titani[8]
- 2006 - Toni Ibàñez i Emma Piqué per L'oracle Imminent
- 2007 - Joan Olivares per Pell de pruna[13]
- 2008 - Josefina Llauradó per Desig de paraules[8]
- 2009 - Carles Cortés per Sara, la dona sense atributs[14]
- 2010 - Mercè Climent i Francesc Mompó per Somiant amb Aleixa [8]
- 2011 - Xavier Mínguez per La flor de Hanako[8]
- 2012 - Josep Pastells i Mascort per Vides Lascives[15][16][17]
- 2013 - Conxa Rovira per Peccata minuta[18]
- 2015 - Josep Penadés per Deliri[19]
- 2016 - Josepa Sopeña per Demana-m’ho així i et diré que sí[20]
- 2017 - Jenni Rodà i Neus Verdaguer per Històries íntimes[3][21]
- 2018 - Jordi Portals per La confessió[22]
- 2019 - Josep Penadés per L'olor del pensament[5][23]
- 2020 - Vicent J. Sanz i Guerrero per No puc viure sense tu[24]
- 2021 - Elisabet Roig per Tancament perimetral[25]
- 2022 - Anna Rubió per Plaers[26]
- 2023 - Lourdes Toledo Lorente per No vull que m'ho conten[7]
- 2024 - Rafael Medina per Dolça llar[27]